# Mauro Quintaes
Mauro Quintaes (Rio de Janeiro, 12 de agosto de 1958) é um carnavalesco brasileiro, que já foi auxiliar de grandes carnavalescos, e carnavalesco de importantes escolas cariocas, como: Salgueiro, Viradouro, entre outras. Atualmente é o carnavalesco da Unidos do Porto da Pedra.

## Biografia
Iniciou sua carreira como assistente de Max Lopes na Vila Isabel, por onde ficou de 1984 a 1987. depois também como assistente de Max, passou pela União da Ilha, Imperatriz e Viradouro, onde em 1994 trabalhou com o renomado Joãozinho Trinta.
Em seguida, seguiu carreira-solo de carnavalesco, na Caprichosos e Porto da Pedra, onde levou a escola do Grupo A ao desfile das campeãs, ficou por quatro anos recebeu vários prêmios, inclusive o Estandarte de Ouro de revelação, além de ter sido carnavalesco Sossego, pelo qual ganhou o Grupo D, em 1997.
Foi carnavalesco da Salgueiro entre 1999 e 2002, e foi também carnavalesco em 2001, da extinta Unidos do Valéria.
Em 2003 voltou para a Viradouro onde ficou até 2005, além de ter sido carnavalesco da Leão de Nova Iguaçu, em 2004. aonde fez junto com Gilberto Muniz. no ano de 2006 foi carnavalesco da Mocidade, e nesse mesmo ano, foi carnavalesco da Samuca, por onde foi tetra campeão do carnaval de Rio Claro, ficando na escola até 2010. e em 2007 assinou o carnaval da Rocinha, no Grupo A.
Em 2008 foi um dos carnavalescos da comissão de carnaval da São Clemente. onde em 2009 e 2010 continuou assinando os carnavais da escola, que em 2010 foi campeão do Grupo A. além de 2008, ter sido carnavalesco da Gaviões da Fiel.
Em 2011 Mauro assinou junto com Wagner Gonçalves, o carnaval da Mangueira, com uma homenagem ao cantor e compositor Nelson Cavaquinho. que apesar da demora na confecção das alegorias, conseguiu levar a terceira colocação.
Em 2012, Mauro realiza um grande sonho, de ser carnavalesco do Império Serrano. seguindo a linha de enredos de homenagens, o Império falou sobre Dona Ivone Lara. além de retornar como carnavalesco na Samuca.
Em 2013, continuou como carnavalesco do Império Serrano, fazendo um enredo sobre a cidade de Caxambu e mudou de escola, em Rio Claro. sendo dessa vez, da Grasifs. no ano seguinte, Mauro foi contratado para desenvolver o carnaval da União do Parque Curicica, num enredo já pronto sobre a cachaça e retornou ao Carnaval Paulista, onde esteve na Tom Maior.
Em 2015 foi para a Unidos da Tijuca, aonde fará parte da comissão de carnaval criada pela escola e continuou como carnavalesco da Tom Maior.
Permaneceu na Unidos da Tijuca, por mais dois anos e em 2018 voltou a São Paulo, onde foi carnavalesco da Peruche e da Dragões da Real, nos anos de 2019 e 2020 e pro carnaval 2021, foi para Império de Casa Verde, onde dividiu com Leandro Barbosa a parte criativa do enredo que falava sobre o poder da comunicação terminando na terceira colocação. Para o 2023, em um momento de grande emoção, o artista acertou seu retorno ao Carnaval do Rio de Janeiro na Porto da Pedra, que junto a Caprichosos de Pilares, foram as primeiras escolas em que o mesmo assinou seus primeiros desfiles.

## Carnavais
Abaixo, a lista de desfiles assinados por Mauro Quintaes.
| Ano  | Escola                | Colocação              | Divisão         | Enredo                                                                                        | Ref.          |
| ---- | --------------------- | ---------------------- | --------------- | --------------------------------------------------------------------------------------------- | ------------- |
| 1995 | Caprichosos           | 9.º lugar              | Especial RJ     | Da Terra Brotei, Negro sou e Ouro Virei                                                       | [ 1 ]         |
| 1995 | Porto da Pedra        | Campeã                 | Grupo A (RJ)    | Campo Cidade em busca da Felicidade                                                           | [ 1 ]         |
| 1996 | Porto da Pedra        | 9.º lugar              | Especial RJ     | Um Carnaval dos Carnavais                                                                     | [ 1 ]         |
| 1997 | Porto da Pedra        | 5.º lugar              | Especial RJ     | No Reino da Folia, Cada Louco com Sua Mania!                                                  | [ 1 ]         |
| 1997 | Sossego               | Campeã                 | Grupo D (RJ)    | Olha o Passarinho                                                                             | [ 1 ]         |
| 1998 | Porto da Pedra        | 13.º lugar             | Especial RJ     | Samba No Pé e Mãos ao Alto isto é um Assalto                                                  | [ 1 ]         |
| 1999 | Salgueiro             | 5.º lugar              | Especial RJ     | Salgueiro é Sol, É Sal Nos 400 Anos de Natal                                                  | [ 1 ]         |
| 2000 | Salgueiro             | 6.º lugar              | Especial RJ     | Sou Rei, Sou Salgueiro, Meu reinado é Brasileiro                                              | [ 1 ]         |
| 2001 | Salgueiro             | 4.º lugar              | Especial RJ     | Salgueiro No Mar de Xarayés, É Pantanal É Carnaval                                            | [ 1 ]         |
| 2001 | Unidos do Valéria     | 10.º lugar             | Grupo D (SG)    | Valéria canta e samba o sucesso de Bonsucesso                                                 | [ 1 ]         |
| 2002 | Salgueiro             | 6.º lugar              | Especial RJ     | Asas de Um Sonho, Viajando com o Salgueiro o Orgulho de Ser Brasileiro                        | [ 1 ]         |
| 2003 | Viradouro             | 5.º lugar              | Especial RJ     | A Viradouro Canta e Conta Bibi, Uma Homenagem ao Teatro Brasileiro                            | [ 1 ]         |
| 2004 | Viradouro             | 4.º lugar              | Especial RJ     | Pedi Pra Parár Parou, Com a Viradouro eu Vou pro Círio de Nazaré                              | [ 1 ]         |
| 2004 | Leão de Nova Iguaçu   | 11.º lugar             | Grupo A (RJ)    | Insano Planeta Insone                                                                         | [ 1 ]         |
| 2005 | Viradouro             | 8.º lugar              | Especial RJ     | A Viradouro É Só Sorriso!                                                                     | [ 1 ]         |
| 2006 | Mocidade Independente | 10.º lugar             | Especial RJ     | A Vida que Pedi a Deus                                                                        | [ 1 ]         |
| 2006 | Samuca                | Campeã                 | Rio Claro       | O Reino Encantado de Daniel                                                                   | [ 1 ]         |
| 2007 | Rocinha               | 8.º lugar              | Grupo A (RJ)    | Gigante Mundo dos Pequenos                                                                    | [ 1 ]         |
| 2007 | Samuca                | Campeã                 | Rio Claro       | Do Pó da Terra Fui Criado e com o Barro Criarei                                               | [ 1 ]         |
| 2008 | São Clemente          | 12.º lugar (Rebaixada) | Especial RJ     | O Clemente João VI no Rio: A redescoberta do Brasil...                                        | [ 1 ]         |
| 2008 | Gaviões da Fiel       | 10.º lugar             | Especial RJ     | Nas asas dos Gaviões, rumo ao portal dos Sertões - Santana de Parnaíba, berço de Bandeirantes | [ 1 ]         |
| 2008 | Samuca                | Campeã                 | Rio Claro       | Num Mundo de Fantasias Sou Samuca e Vou Brincar...                                            | [ 1 ]         |
| 2009 | São Clemente          | 4.º lugar              | Grupo A (RJ)    | O Beijo Muleque da São Clemente                                                               | [ 1 ]         |
| 2009 | Samuca                | Campeã                 | Rio Claro       | Majestosamente...Um Reinado Samuqueiro!                                                       | [ 1 ]         |
| 2010 | São Clemente          | Campeã                 | Grupo A (RJ)    | Choque de Ordem na Folia                                                                      | [ 1 ]         |
| 2010 | Samuca                | 4.º lugar              | Rio Claro       | Balança, Balança Deixa Marejar a Onda Agora é Samuquear...                                    | [ 1 ]         |
| 2011 | Mangueira             | 3.º lugar              | Especial RJ     | O Filho Fiel Sempre Mangueira                                                                 | [ 1 ]         |
| 2012 | Império Serrano       | Vice-campeã            | Grupo A (RJ)    | Dona Ivone Lara - O Enredo do Meu Samba                                                       | [ 1 ]         |
| 2012 | Samuca                | Campeã                 | Rio Claro       | Um show de mistério                                                                           | [ 1 ]         |
| 2013 | Império Serrano       | 3.º lugar              | Série A (RJ)    | Caxambu - O milagre das águas na fonte do samba                                               | [ 1 ]         |
| 2013 | Grasifs               | 3.º lugar              | Rio Claro       | Bahia, berço do Brasil                                                                        | [ 7 ]         |
| 2014 | Tom Maior             | 7.º lugar              | Especial SP     | Foz do Iguaçu, Destino do Mundo - Sinfonia das Águas em Tom Maior                             | [ 9 ]         |
| 2014 | Parque Curicica       | 7.º lugar              | Série A (RJ)    | Na garrafa, no barril, salve a cachaça, patrimônio cultural do Brasil                         | [ 8 ]         |
| 2014 | Unidos da Vila Alemã  | 4.º lugar              | Rio Claro       | Na chama da tentação, a UVA é o fruto da salvação                                             |               |
| 2015 | Unidos da Tijuca      | 4.º lugar              | Especial RJ     | Um conto marcado no tempo - O olhar Suíço de Clóvis Bornay                                    | [ 10 ]        |
| 2015 | Tom Maior             | 14.º lugar             | Especial SP     | Adrenalina                                                                                    | [ 13 ]        |
| 2015 | Unidos da Vila Alemã  | 3.º lugar              | Rio Claro       | No tempo de Deus…                                                                             | [ 14 ] [ 15 ] |
| 2016 | Unidos da Tijuca      | Vice-campeã            | Especial RJ     | Semeando sorriso, a Tijuca festeja o solo sagrado                                             |               |
| 2017 | Unidos da Tijuca      | 11.º lugar             | Especial RJ     | Música na alma inspiração de uma nação                                                        |               |
| 2018 | Unidos do Peruche     | 13.º lugar (Rebaixada) | Especial SP     | Peruche celebra Martinho: 80 anos do Dikamba da Vila                                          | [ 16 ]        |
| 2019 | Dragões da Real       | Vice-campeã            | Especial SP     | A invenção do tempo. Uma odisseia em 65 minutos                                               | [ 17 ] [ 18 ] |
| 2020 | Dragões da Real       | 6.º lugar              | Especial SP     | A revolução do riso: A arte de subverter o mundo pelo divino poder da alegria                 | [ 19 ]        |
| 2022 | Império de Casa Verde | 3.º lugar              | Especial SP     | O poder da comunicação. Império o mensageiro das emoções                                      |               |
| 2023 | Porto da Pedra        | Campeã                 | Série Ouro (RJ) | A Invenção da Amazônia                                                                        | [ 20 ]        |
| 2024 | Porto da Pedra        | 12.º lugar             | Especial RJ     | Lunário Perpétuo - A profética do saber popular                                               |               |
| 2025 | Porto da Pedra        | 3.º lugar              | Série Ouro (RJ) | A História que a Borracha do Tempo Não Apagou                                                 |               |
| 2026 | Porto da Pedra        |                        | Série Ouro (RJ) | Das Mais Antigas da Vida, o Doce e Amargo Beijo da Noite                                      | [ 21 ]        |

## Títulos e estatísticas
| Grupo                        | Campeonato | Ano                          | Vice | Ano        | Terceiro lugar | Ano |
| ---------------------------- | ---------- | ---------------------------- | ---- | ---------- | -------------- | --- |
| Primeira divisão (Rio Claro) | 5          | 2006, 2007, 2008, 2009, 2012 | 4    | 2013, 2015 | 0              | -   |
| Segunda divisão (RJ)         | 3          | 1995, 2010, 2023             | 2    | 2012, 2013 | 0              | -   |
| Quinta divisão(RJ)           | 1          | 1997                         | 0    | -          | 0              | -   |

## Premiações
- Estandarte de Ouro

1. 1997 - Melhor enredo (Porto da Pedra - "No Reino da Folia, Cada Louco com Sua Mania!") [22]

- Estrela do Carnaval

1. Melhor carnavalesco (Dragões da Real)[23]

- Fala Galera Carna Insta

1. 2023 - Melhor carnavalesco (Porto da Pedra) [24]

- Gato de Prata

1. 2025 - Melhor carnavalesco (Porto da Pedra) [25]

- Plumas & Paetês Cultural

1. 2012 - Melhor carnavalesco (Império Serrano) [26]
2. 2015 - Melhor figurinista (Unidos da Tijuca) [27]
3. 2023 - Melhor desenhista/projetista (Porto da Pedra) [28]
4. 2025 - Melhor carnavalesco (Porto da Pedra) [29]

- Prêmio 100% Carnaval

1. 2023 - Melhor carnavalesco (Porto da Pedra) [30]
2. 2023 - Melhor enredo (Porto da Pedra - "A Invenção da Amazônia") [30]
3. 2023 - Melhor conjunto de alegorias (Porto da Pedra) [30]
4. 2023 - Melhor conjunto de fantasias (Porto da Pedra) [30]

- Prêmio SASP

1. 2020 - Melhor enredo (Dragões - "A Revolução do Riso: A Arte de Subverter o Mundo pelo Divino Poder da Alegria")[31]

- Prêmio SRzd

1. 2023 - Melhor carnavalesco (Porto da Pedra) [32]
2. 2023 - Melhor enredo (Porto da Pedra - "A Invenção da Amazônia") [32]

- S@mba-Net

1. 2007 - Melhor conjunto de alegorias (Rocinha) [33]
2. 2007 - Melhor conjunto de fantasias (Rocinha) [34]
3. 2012 - Melhor alegoria (Melhor Alegoria - "Os Cinco Bailes da História do Meu Rio") [35]
4. 2023 - Melhor conjunto plástico visual (Porto da Pedra) [36]

- Samba É Nosso

1. 2012 - Melhor carnavalesco (Império Serrano) [37]
2. 2012 - Melhor enredo (Império Serrano - "Dona Ivone Lara - O Enredo do Meu Samba") [38]

- Tamborim de Ouro

1. 2005 - Melhor enredo (Viradouro - "A Viradouro É Só Sorriso!") [39]
2. 2015 - Melhor conjunto de alegorias (Unidos da Tijuca) [40]

- Troféu Explosão in Samba

1. 2023 - Melhor conjunto de alegorias (Porto da Pedra) [41]
2. 2025 - Melhor conjunto de alegorias (Porto da Pedra) [42]

- Troféu Manchete - Papa-Tudo

1. 1997 - Melhor carnavalesco (Porto da Pedra) [43]

- Troféu Rádio Manchete

1. 2011 - Melhor enredo ("O Filho Fiel, Sempre Mangueira") [44]

- Troféu Sambario

1. 2009 - Melhor enredo ("O Beijo Moleque da São Clemente") [45]
2. 2011 - Melhor enredo ("O Filho Fiel, Sempre Mangueira") [46]
3. 2012 - Melhor enredo (Império Serrano - "Dona Ivone Lara - O Enredo do Meu Samba") [47]